# Mob Rules Tour
El Mob Rules Tour fue una gira de conciertos por parte de la banda de rock inglesa Black Sabbath. el tur comenzó el 15 de noviembre de 1981 en Quebec y terminó el 31 de agosto de 1982 en Hoffman.

## Fechas de la gira
| Fecha                       | Ciudad                      | País           | Lugar                                 |
| Norteamérica                | Norteamérica                | Norteamérica   | Norteamérica                          |
| --------------------------- | --------------------------- | -------------- | ------------------------------------- |
| 15 de noviembre de 1981     | Quebec City, Quebec         | Canadá         | Le Colisée                            |
| 16 de noviembre de 1981     | Kitchener, Ontario          | Canadá         | Kitchener Memorial Auditorium         |
| 17 de noviembre de 1981     | Gran Sudbury, Ontario       | Canadá         | Sudbury Arena                         |
| 19 de noviembre de 1981     | Toronto, Ontario            | Canadá         | Maple Leaf Gardens                    |
| 20 de noviembre de 1981     | Montreal, Quebec            | Canadá         | Montreal Forum                        |
| 21 de noviembre de 1981     | Ottawa, Ontario             | Canadá         | Ottawa Civic Centre                   |
| 24 de noviembre de 1981     | Bethlehem, Pennsylvania     | Estados Unidos | Stabler Arena                         |
| 25 de noviembre de 1981     | Glens Falls, New York       | Estados Unidos | Glens Falls Civic Center              |
| 27 de noviembre de 1981     | Pittsburgh, Pennsylvania    | Estados Unidos | Civic Arena                           |
| 28 de noviembre de 1981     | Toledo, Ohio                | Estados Unidos | Toledo Sports Arena                   |
| 29 de noviembre de 1981     | Columbus, Ohio              | Estados Unidos | Ohio Expo Center Coliseum             |
| 30 de noviembre de 1981     | Charleston, West Virginia   | Estados Unidos | Charleston Civic Center               |
| 1 de diciembre de 1981      | Buffalo, New York           | Estados Unidos | Buffalo Memorial Auditorium           |
| 3 de diciembre de 1981      | Landover, Maryland          | Estados Unidos | Capital Centre                        |
| 4 de diciembre de 1981      | Philadelphia, Pennsylvania  | Estados Unidos | The Spectrum                          |
| 5 de diciembre de 1981      | Salisbury, Maryland         | Estados Unidos | Wicomico Youth and Civic Center       |
| 6 de diciembre de 1981      | Richmond, Virginia          | Estados Unidos | Richmond Coliseum                     |
| 8 de diciembre de 1981      | Richfield, Ohio             | Estados Unidos | Richfield Coliseum                    |
| 9 de diciembre de 1981      | Louisville, Kentucky        | Estados Unidos | Louisville Gardens                    |
| 10 de diciembre de 1981     | Memphis, Tennessee          | Estados Unidos | Mid-South Coliseum                    |
| 12 de diciembre de 1981     | Little Rock, Arkansas       | Estados Unidos | Barton Coliseum                       |
| 13 de diciembre de 1981     | Mobile, Alabama             | Estados Unidos | Municipal Auditorium                  |
| 15 de diciembre de 1981     | Atlanta, Georgia            | Estados Unidos | Omni Coliseum                         |
| 16 de diciembre de 1981     | Nashville, Tennessee        | Estados Unidos | Nashville Municipal Auditorium        |
| 17 de diciembre de 1981     | Cincinnati, Ohio            | Estados Unidos | Riverfront Coliseum                   |
| 19 de diciembre de 1981     | Indianapolis, Indiana       | Estados Unidos | Market Square Arena                   |
| 20 de diciembre de 1981     | Chicago, Illinois           | Estados Unidos | International Amphitheatre            |
| 21 de diciembre de 1981     | Chicago, Illinois           | Estados Unidos | International Amphitheatre            |
| Europa                      |                             |                |                                       |
| 31 de diciembre de 1981     | London                      | England        | Hammersmith Odeon                     |
| 1 de enero de 1982          | London                      | England        | Hammersmith Odeon                     |
| 2 de enero de 1982          | London                      | England        | Hammersmith Odeon                     |
| 3 de enero de 1982          | London                      | England        | Hammersmith Odeon                     |
| 5 de enero de 1982          | Newcastle upon Tyne         | England        | Newcastle City Hall                   |
| 6 de enero de 1982          | Newcastle upon Tyne         | England        | Newcastle City Hall                   |
| 7 de enero de 1982          | Newcastle upon Tyne         | England        | Newcastle City Hall                   |
| 9 de enero de 1982          | Stafford                    | England        | New Bingley Hall                      |
| 10 de enero de 1982         | Leicester                   | England        | Granby Halls                          |
| 12 de enero de 1982         | Leeds                       | England        | Queens Hall                           |
| 14 de enero de 1982         | St Austell                  | England        | Cornwall Coliseum                     |
| 15 de enero de 1982         | Portsmouth                  | England        | Guildhall                             |
| Norteamérica primera parte  |                             |                |                                       |
| 19 de febrero de 1982       | Jacksonville, Florida       | United States  | Jacksonville Memorial Coliseum        |
| 20 de febrero de 1982       | Pembroke Pines, Florida     | United States  | Hollywood Sportatorium                |
| 21 de febrero de 1982       | Lakeland, Florida           | United States  | Lakeland Civic Center                 |
| 24 de febrero de 1982       | Tallahassee, Florida        | United States  | Leon County Civic Center              |
| 25 de febrero de 1982       | Knoxville, Tennessee        | United States  | Knoxville Civic Coliseum              |
| 26 de febrero de 1982       | Charlotte, North Carolina   | United States  | Charlotte Coliseum                    |
| 27 de febrero de 1982       | Atlanta, Georgia            | United States  | Omni Coliseum                         |
| 2 de marzo de 1982          | New Haven, Connecticut      | United States  | New Haven Coliseum                    |
| 3 de marzo de 1982          | Baltimore, Maryland         | United States  | Baltimore Civic Center                |
| 4 de marzo de 1982          | Boston, Massachusetts       | United States  | Boston Garden                         |
| 6 de marzo de 1982          | Detroit, Míchigan           | United States  | Cobo Arena                            |
| 7 de marzo de 1982          | Trotwood, Ohio              | United States  | Hara Arena                            |
| 8 de marzo de 1982          | Saginaw, Míchigan           | United States  | Wendler Arena                         |
| 10 de marzo de 1982         | Ashwaubenon, Wisconsin      | United States  | Brown County Veterans Memorial Arena  |
| 11 de marzo de 1982         | Madison, Wisconsin          | United States  | Dane County Coliseum                  |
| 13 de marzo de 1982         | Bloomington, Minnesota      | United States  | Met Center                            |
| 15 de marzo de 1982         | Cedar Rapids, Iowa          | United States  | Five Seasons Center                   |
| 16 de marzo de 1982         | Springfield, Illinois       | United States  | Prairie Capital Convention Center     |
| 17 de marzo de 1982         | San Luis, Misuri            | United States  | Checkerdome                           |
| 19 de marzo de 1982         | Omaha, Nebraska             | United States  | Omaha Civic Auditorium                |
| 21 de marzo de 1982         | Wichita, Kansas             | United States  | Levitt Arena                          |
| 22 de marzo de 1982         | Kansas City, Misuri         | United States  | Kansas City Municipal Auditorium      |
| 9 de abril de 1982          | San Diego, California       | United States  | San Diego Sports Arena                |
| 10 de abril de 1982         | Long Beach, California      | United States  | Long Beach Arena                      |
| 12 de abril de 1982         | Phoenix, Arizona            | United States  | Arizona Veterans Memorial Coliseum    |
| 13 de abril de 1982         | San Bernardino, California  | United States  | Orange Pavilion                       |
| 14 de abril de 1982         | Reno, Nevada                | United States  | Centennial Coliseum                   |
| 15 de abril de 1982         | Los Ángeles, California     | United States  | The Forum                             |
| 17 de abril de 1982         | Daly City, California       | United States  | Cow Palace                            |
| 18 de abril de 1982         | Fresno, California          | United States  | Selland Arena                         |
| 20 de abril de 1982         | Davis, California           | United States  | Recreation Hall                       |
| 22 de abril de 1982         | Portland, Oregon            | United States  | Portland Memorial Coliseum            |
| 23 de abril de 1982         | Seattle, Washington         | United States  | Seattle Center Arena                  |
| 24 de abril de 1982         | Seattle, Washington         | United States  | Seattle Center Arena                  |
| 26 de abril de 1982         | Vancouver, British Columbia | Canadá         | Pacific Coliseum                      |
| 27 de abril de 1982         | Lethbridge, Alberta         | Canadá         | Lethbridge Sportsplex                 |
| 29 de abril de 1982         | Calgary, Alberta            | Canadá         | Stampede Corral                       |
| 30 de abril de 1982         | Edmonton, Alberta           | Canadá         | Northlands Coliseum                   |
| 4 de mayo de 1982           | Billings, Montana           | United States  | MetraPark Arena                       |
| 5 de mayo de 1982           | Casper, Wyoming             | United States  | Casper Events Center                  |
| 6 de mayo de 1982           | Salt Lake City, Utah        | United States  | Salt Palace                           |
| 8 de mayo de 1982           | Denver, Colorado            | United States  | McNichols Arena                       |
| 9 de mayo de 1982           | Albuquerque, New Mexico     | United States  | Tingley Coliseum                      |
| 11 de mayo de 1982          | Houston, Texas              | United States  | Sam Houston Coliseum                  |
| 12 de mayo de 1982          | Dallas, Texas               | United States  | Dallas Convention Center              |
| 13 de mayo de 1982          | San Antonio, Texas          | United States  | San Antonio Convention Center         |
| 17 de mayo de 1982          | New York City, New York     | United States  | Madison Square Garden                 |
| 18 de mayo de 1982          | Providence, Rhode Island    | United States  | Providence Civic Center               |
| 21 de mayo de 1982          | Rochester, New York         | United States  | Rochester Community War Memorial      |
| 22 de mayo de 1982          | Syracuse, New York          | United States  | War Memorial at Oncenter              |
| 23 de mayo de 1982          | Binghamton, New York        | United States  | Broome County Veterans Memorial Arena |
| 28 de mayo de 1982          | Chicago, Illinois           | United States  | UIC Pavilion                          |
| 29 de mayo de 1982          | Chicago, Illinois           | United States  | UIC Pavilion                          |
| 1 de junio de 1982          | Milwaukee, Wisconsin        | United States  | MECCA Arena                           |
| Norteamerican tercera parte |                             |                |                                       |
| 21 de agosto de 1982        | Columbia, Maryland          | United States  | Merriweather Post Pavilion            |
| 22 de agosto de 1982        | East Rutherford, New Jersey | United States  | Brendan Byrne Arena                   |
| 24 de agosto de 1982        | Toronto, Ontario            | Canadá         | Canadian National Exhibition          |
| 27 de agosto de 1982        | Ottawa, Ontario             | Canadá         | Lansdowne Park                        |
| 28 de agosto de 1982        | Clarkston (Míchigan)        | United States  | Pine Knob Music Theater               |
| 29 de agosto de 1982        | East Troy, Wisconsin        | United States  | Alpine Valley Music Theatre           |
| 31 de agosto de 1982        | Hoffman Estates, Illinois   | United States  | Poplar Creek Music Theater            |

## Lista de canciones
- E5150
- Neon knights
- N.I.B.
- Children of the Sea
- Country Girl (added in December, replaced by "Voodoo" after European leg)
- Turn up the night (dropped from the set somewhere in May)
- Black Sabbath
- War Pigs
- Slipping away
- Iron Man
- Falling off the edge of the world (only occasionally in November)
- The Mob Rules
- Heaven and Hell
- Sign of the southern cross (added to the set after European leg)
- Paranoid
- Children of the grave